# Diederik Klaassen
Diederik Klaassen (Bussum, januari 1984) is een Nederlandse honkballer.
Klaassen debuteerde in de hoofdklasse bij HCAW in 2006 als linksvelder tijdens de wedstrijd tegen de Pirates op 18 juni 2006. Tijdens het seizoen 2008 raakte hij geblesseerd aan zijn hand, waardoor hij de helft van het seizoen moest missen. Na zijn actieve topsportloopbaan kwam hij nog uit als softballer. Klaassen is tevens jeugdcoach voor HCAW.